# Вантиџ (Вашингтон)
Вантиџ (енгл. Vantage) насељено је место без административног статуса у америчкој савезној држави Вашингтон.

## Демографија
По попису из 2010. године број становника је 74, што је 4 (5,7%) становника више него 2000. године.
| Група             | 2000.      | 2010.      |
| Белци             | 52 (74,3%) | 57 (77,0%) |
| Афроамериканци    | 0 (0,0%)   | 0 (0,0%)   |
| Азијати           | 0 (0,0%)   | 0 (0,0%)   |
| Хиспаноамериканци | 16 (22,9%) | 13 (17,6%) |
| Укупно            | 70         | 74         |